# Alexander von Bach

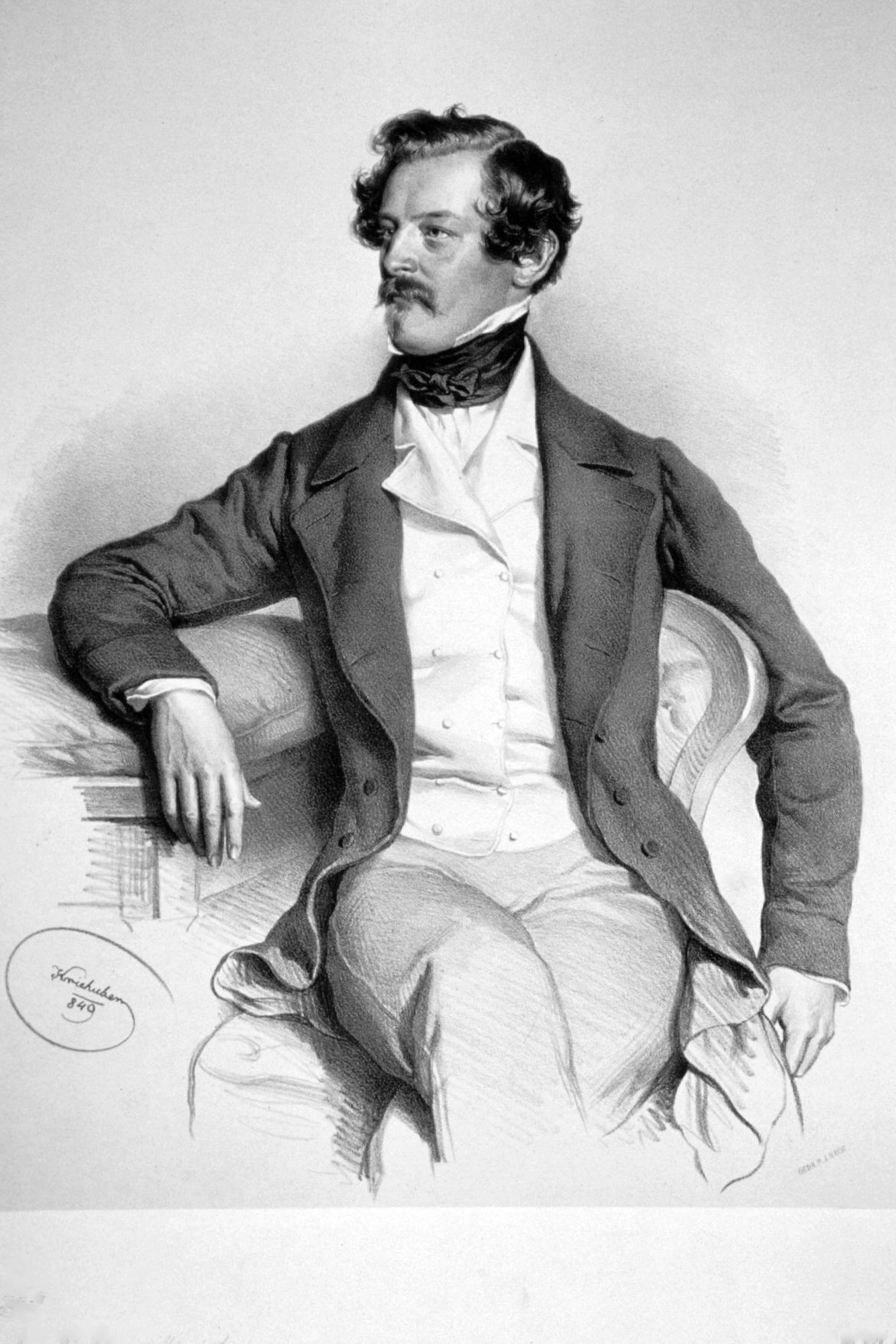
Alexander Freiherr von Bach (1813–1893).

Alexander von Bach (4 de enero de 1813, Loosdorf, Austria - 12 de noviembre de 1893, Schöngrabern, Austria) fue ministro de interior de Austria entre 1849 y 1859.

## Biografía

### Primeros años
Nacido en Loosdorf, Baja Austria, su padre ocupaba un cargo judicial. A la edad de 24 años fue nombrado doctor de leyes y luego ingresó en el servicio imperial, donde permaneció nueve años. Visto como un joven radical prometedor, Adolph Schwarzenberg señaló que "su lema debe haber sido improvisar es cambiar, ser perfecto es cambiar a menudo". De esta manera, era un conocido abogado liberal, y fue llamado primero "ministro de barricadas", antes de ser ministro de Justicia entre 1848-1849, y luego ministro del Interior desde 1849 a 1859.

### Ministro del Interior
A pesar de que favorecía una salida del sistema absoluto de Metternich, Bach no estaba preparado para llegar tan lejos como deseaban los revolucionarios de 1848. Se lo ha descrito como un hombre que tenía "bastante asombro sin principios" y, por lo tanto, podía cambiar su posición a menudo. Esto le permitió ser conducido a rangos conservadores por la oposición popular: gradualmente se adhirió a los puntos de vista conservadores, respaldando el programa constitucional centralizador del Príncipe Schwarzenberg en marzo de 1849, inflamando aún más los sentimientos húngaros. Sin embargo, el impacto de sus reformas en Hungría ha sido el incitador de muchos debates históricos. Algunos vieron a la Revolución como mucho más productiva al recrear la "identidad nacional" húngara, mientras que algunos contemporáneos de las revoluciones húngaras posteriores vieron los sistemas creados por Bach como el principal impulsor del nacionalismo húngaro.
Después de la muerte de Schwarzenberg en 1852, en gran parte dictó la política en Austria y Hungría. Bach centralizó la autoridad administrativa del Imperio austríaco, pero también respaldó políticas reaccionarias que redujeron la libertad de prensa y abandonaron los juicios públicos. Más tarde representó la dirección Absolutista (o Klerikalabsolutist), que culminó en el concordato de agosto de 1855 que dio a la Iglesia católica el control sobre la educación y la vida familiar. Este período en la historia del Imperio austríaco se conocería como la era del "neo-absolutismo", o el absolutismo de Bach.
Bach fue nombrado Barón (Freiherr) en 1854. También fue el guardián de la Academia de Ciencias ( Akademie der Wissenschaften ) en 1849–59.

### Vida posterior
Su caída en 1859 fue causada en gran medida por el fracaso en la guerra italiana contra el Reino de Cerdeña y Napoleón III. Sus reformas militares habían llevado a que la industrialización se perdiera en el ejército, con cuarteles en los que se desarrollaban las fábricas y la expansión de la infraestructura, que se debilitaba. Después de dejar su puesto, Bach se desempeñó como embajador ante la Santa Sede en 1859-1867 antes de morir en reclusión en 1893.
- Datos: Q448912
- Multimedia: Baron Alexander von Bach / Q448912